# Neelamia bergeri
Neelamia bergeri är en tvåvingeart som beskrevs av Soponis 1987. Neelamia bergeri ingår i släktet Neelamia och familjen fjädermyggor. Inga underarter finns listade i Catalogue of Life.